# Cezais
Cezais is een plaats en voormalige gemeente in het Franse departement Vendée in de regio Pays de la Loire en telt 267 inwoners (1999). De plaats maakt deel uit van het arrondissement Fontenay-le-Comte.

## Geschiedenis
Cezais is op 1 januari 2024 gefuseerd met de gemeenten Saint-Sulpice-en-Pareds en Thouarsais-Bouildroux tot de gemeente Rives-du-Fougerais

## Geografie
De oppervlakte van Cezais bedraagt 12,5 km², de bevolkingsdichtheid is 21,4 inwoners per km².
De onderstaande kaart toont de ligging van Cezais met de belangrijkste infrastructuur en aangrenzende gemeenten.

## Demografie
Onderstaande figuur toont het verloop van het inwonertal.